# Hyadina furva
Hyadina furva är en tvåvingeart som beskrevs av Cresson 1926. Hyadina furva ingår i släktet Hyadina och familjen vattenflugor. Inga underarter finns listade i Catalogue of Life.